# MasterCard
MasterCard Inc. (NYSE: MA) sau MasterCard Worldwide este o corporație multinațională de servicii financiare, și, alături de VISA, una dintre cele două companii internaționale majore pentru carduri de plată (carduri de credit, carduri de debit și carduri preplătite). Are sediul în New York, Statele Unite ale Americii.

## Istoric
Băncile inițiale care au format MasterCard au fost United California Bankruen (mai târziu First Interstate BancSystemruen unită în Wells Fargo Bank), Wells Fargo, Crocker National Bankruen (ulterior fuzionată cu Wells Fargo) și Bank of Californiaruen (ulterior fuzionate cu Union Bank of Californiaruen). Robert Livell vicepreședinte al Farmer's & Merchants Bank din Long Beach, California împreună cu fiul său Martin Lewell, a creat o imagine grafică bazată pe două cercuri suprapuse numite Master Charge, suprapuse în centrul logo-ului. Toate acestea au devenit parte a activității Asociației Independente a Bancherilor.
În 1966 grupul de bănci din California, menționat mai sus a semnat un acord și a format Asociația de Card Interbancare (ICA).  Cu sprijinul New York Marine Midland Bankruen, acum HSBC Bank USAruen, aceste bănci au intrat în ICA pentru a crea produsul bancar "Master Charge: Cardul interbancar".
În 1968 primul acord internațional a fost încheiat cu banca mexicană Banko Nacional. În același an, MasterCard International a semnat un acord strategic cu sistemul european Eurocardruen, care a marcat începutul unui parteneriat între MasterCard International și Europay International și a dat accesul MasterCard pe piața europeană, iar Eurocard a reușit să se ocupe de rețeaua MasterCard. În 1972 sistemul cardului Accessruen UK a intrat în alianța MasterCard / Eurocard.
În 1979 Master Charge: Cardul interbancar a fost redenumit pur și simplu "MasterCard". La începutul anilor 1990, MasterCard a achiziționat cartela British Access și numele Access a fost eliminat. În 2002 MasterCard International a fuzionat cu Europay International SA o altă asociație majoră care a emis carduri, care timp de mulți ani au emis carduri numite Eurocard.
La data de 25 mai 2006, MasterCard înființată în calitate de asociație bancară, a făcut o ofertă publică inițială a acțiunilor sale la un preț de 39,00 USD per acțiune. Licitarea a avut loc pe NYSE sub simbolul MA.
În 2010 MasterCard și-a extins afacerea de comerț electronic, făcând o ofertă pentru a achiziționa DataCashruen, o companie de procesare a plăților în Regatul Unit și un furnizor de servicii de monitorizare a riscurilor / de fraudă.
În 2012 MasterCard anunță extinderea programului său de plată fără contacte mobile, incluzând piața de plăți din Orientul Mijlociu .
În 2014 pentru o sumă nedeclarată a tranzacției, MasterCard a achiziționat compania australiană Pinpoint, managerul principal al programului de recompense.
Împreună cu Apple în septembrie 2014, MasterCard a inclus funcționalitatea unui portofel mobil în noile modele Apple iPhone, care le-a oferit proprietarilor facilitatea de a folosi cardurile lor bancare.
În iulie 2016, Mastercard a achiziționat 92,4% din VocaLink, o companie britanică, pentru 920 de milioane de dolari.
În aprilie 2021, Mastercard a creat un calculator care colectează informații și măsoară amprentele de carbon ale clienților.
După invazia Rusiei în Ucraina din 2022, Mastercard a respectat sancțiunile impuse de Statele Unite și a interzis emiterea și utilizarea cardurilor în Rusia, inclusiv carduri străine din alte țări. Mastercard a suspendat toate operațiunile comerciale în Rusia, care reprezenta 4% din veniturile sale. Cu toate acestea, cardurile bancare continuă să funcționeze în Rusia datorită transferului tranzacțiilor interne către Sistemul Național de Plăți din Rusia.
Pe 17 noiembrie 2023, guvernul chinez a aprobat licența de decontare a cardurilor bancare pentru joint venture-ul înființat de Mastercard în China.
În septembrie 2024, Mastercard a achiziționat compania de securitate cibernetică Recorded Future pentru 2,65 miliarde de dolari.

## Produse MasterCard
Printre serviciile financiare oferite consumatorilor se numără:
Carduri de credit
- Mastercard Standard
- Mastercard Gold
- Mastercard Platinum (sau World Mastercard)
- Mastercard Black (sau World Elite Mastercard)

Carduri de debit
- Debit Maestro
- Debit Mastercard Standard
- Debit Mastercard Gold
- Debit Mastercard Platinum
- Debit Mastercard Black
- Debit Mastercard World Elite

Carduri preplătite
- Mastercard Prepaid

## Instituții financiare emitente în România
- Alior Bank Sucursala București
- Banca Comercială Română
- Intesa SanPaolo România
- Banca Română de Credite și Investiții
- Banca Transilvania
- BNP Paribas Personal Finance SA Paris Sucursala București
- BRD Groupe Societe Generale
- BT Direct IFN
- Capital Financial Services
- CEC Bank
- Credex IFN
- Credit Europe Bank
- DiPocket Limited
- Edenred
- Exim Banca Românească
- Garanti Bank
- Libra Internet Bank
- Patria Bank
- Pluxee România
- Raiffeisen Bank
- Salt Bank
- Speed Transfer Financiar
- Techventures Bank
- UniCredit Bank
- UniCredit Consumer Financing
- UP România[14]

## PayPass
MasterCard PayPass este o opțiune de plată fără contacte compatibilă cu EMV, bazată pe standardul ISO/IEC 14443, care oferă posesorilor de carduri o modalitate de a efectua o plată prin trimiterea sau atingerea cu atenție a unui card de plată sau a unui alt instrument de plată, cum ar fi un telefon sau un breloc, În loc să-l țineți citit sau inserat în terminal.

## Banknet
Operațiunile din sistemul de plăți MasterCard sunt efectuate prin intermediul rețelei de telecomunicații Banknet care leagă toți emitenții acestor carduri și centrele de procesare într-o rețea financiară unificată. Centrul de operare este situat în Saint Louis, Missouri. Banknet utilizează protocolul ISO 8583.

## Finanțe
| An   | Venit (milioane $) | Venit operațional (milioane $) | Preț acțiune ($) | Angajați |
| ---- | ------------------ | ------------------------------ | ---------------- | -------- |
| 2005 | 2,938              | 393                            |                  |          |
| 2006 | 3,326              | 229                            | 6.20             |          |
| 2007 | 4,068              | 1,108                          | 13.65            |          |
| 2008 | 4,992              | −534                           | 20.33            |          |
| 2009 | 5,099              | 2,260                          | 17.99            | 5,100    |
| 2010 | 5,539              | 2,752                          | 22.01            | 5,600    |
| 2011 | 6,714              | 2,713                          | 28.73            | 6,700    |
| 2012 | 7,391              | 3,937                          | 41.58            | 7,500    |
| 2013 | 8,312              | 4,503                          | 59.34            | 8,200    |
| 2014 | 9,441              | 5,106                          | 75.33            | 10,300   |
| 2015 | 9,667              | 5,078                          | 90.62            | 11,300   |
| 2016 | 10,776             | 5,761                          | 94.50            | 11,900   |
| 2017 | 12,497             | 6,622                          | 126.54           | 13,400   |
| 2018 | 14,950             | 7,282                          | 186.16           | 14,800   |
| 2019 | 16,883             | 9,664                          | 300.74           | 18,600   |
| 2020 | 15,301             | 8,081                          | 370.00           | 21,000   |
| 2021 | 18,884             | 10,082                         | 354.83           | 24,000   |
| 2022 | 22,237             | 12,264                         | 347.73           | 29,900   |
| 2023 | 25,098             | 14,008                         |                  | 33,400   |

## Sigle

1969–1979
1979–1990
1990-1996
1996–2006
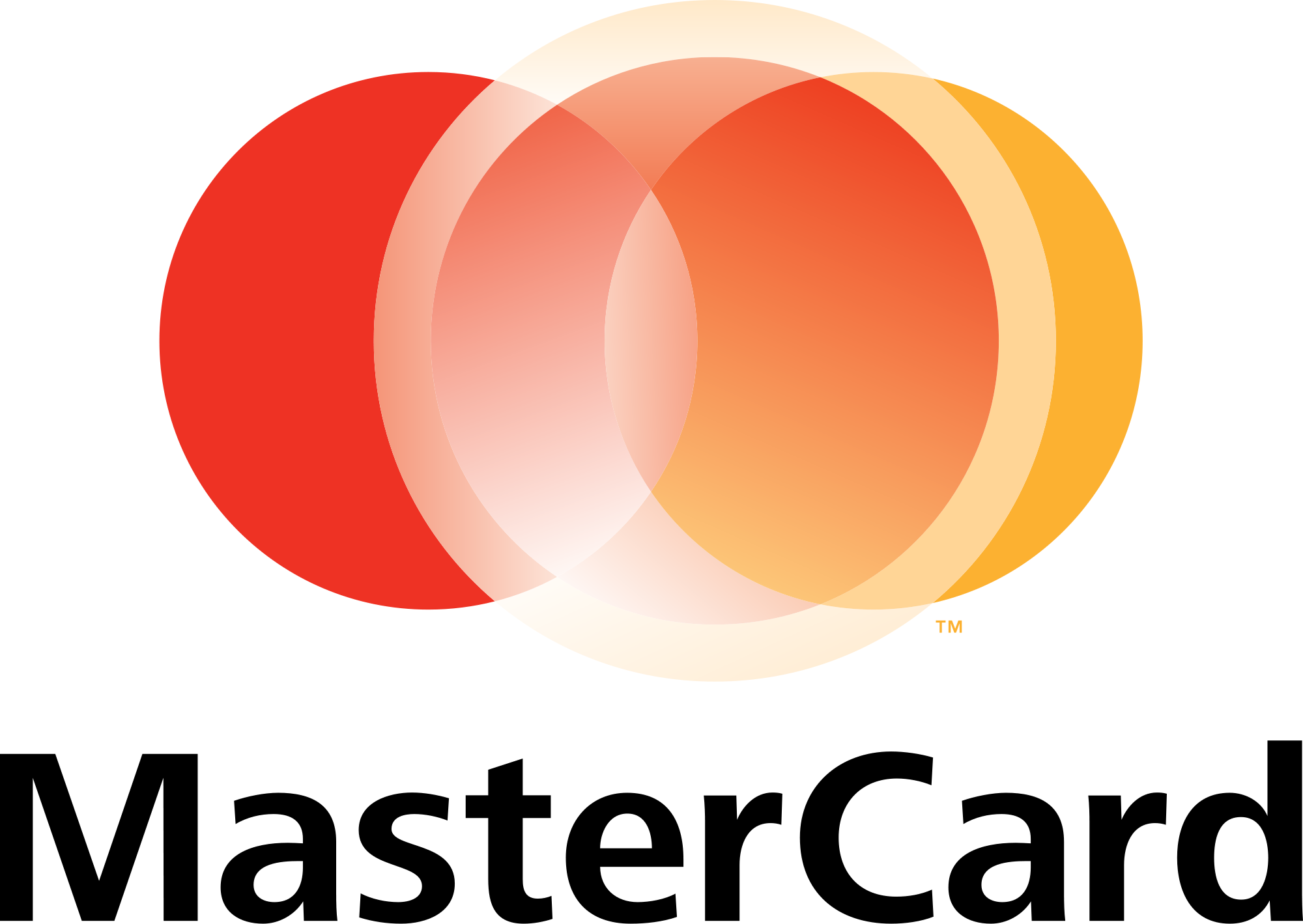
2006–2016
2016–2019
2019-prezent

## Scandaluri
Uniunea Europeană a criticat în mod repetat Mastercard pentru practicile monopoliste. În aprilie 2009, Mastercard a ajuns la un acord cu Uniunea Europeană într-un caz antitrust, promițând să reducă taxele pentru tranzacțiile cu carduri de debit la 0,2% din valoarea cumpărăturilor.
În 2010, Mastercard a blocat plățile către WikiLeaks din cauza acuzațiilor că platforma desfășura activități ilegale. Ca răspuns, grupuri de activiști online au lansat atacuri cibernetice împotriva Mastercard. WikiLeaks a publicat documente care arătau că autoritățile americane au făcut lobby pentru a apăra interesele Visa și Mastercard în fața Rusiei. Ca răspuns, Mastercard a blocat plățile către WikiLeaks.
În 2013, Mastercard a fost investigată de Uniunea Europeană pentru taxele mari pe care le aplica comercianților care acceptau carduri emise din afara UE, comparativ cu cele emise în UE și de practici anticompetitive. În 2019, Comisia Europeană a aplicat o amendă antitrust de 570 milioane de euro, acuzând Mastercard că împiedica accesul comercianților la servicii de plăți transfrontaliere.
În 2014, Mastercard a colaborat cu guvernul nigerian pentru a introduce carduri de identitate care conțineau datele personale ale cetățenilor și aveau și funcția de card de plată. Aceasta a stârnit controverse, fiind considerată o formă de „proprietate” asupra cetățenilor nigerieni datorită siglei de pe carțile de identitate.
În 2018, a apărut un raport de la Bloomberg News conform căruia Google a plătit milioane de dolari către Mastercard pentru datele de card ale utilizatorilor, fără ca tranzacția să fie făcută publică.
În 2018, Banca Națională a Vietnamului a solicitat băncilor să suspende emiterea de carduri Mastercard din cauza nerespectării reglementărilor internaționale de plăți. Interdicția a fost ridicată în 2020.
În decembrie 2020, Mastercard a interzis utilizarea cardurilor sale pe Pornhub. În 2021, compania a introdus noi politici care cer vânzătorilor să aibă verificări de vârstă și identitate pentru a posta conținut. Aceste politici au intrat în vigoare în octombrie 2021.
În 2021, Rezerva Bancară a Indiei a interzis Mastercard să emită noi carduri de debit și credit pentru clienții indieni, ca urmare a încălcării reglementărilor de stocare a datelor. Interdicția a fost ridicată în 2022.

## Legături externe
- Site oficial